# Hemithea
Genre
Hemithea est un genre de lépidoptères (papillons) de la famille des Geometridae, de la sous-famille des Geometrinae.
En Europe, ce genre ne comprend qu'une espèce :
- Hemithea aestivaria (Hübner 1789) - la Phalène sillonnée